# Riksväg 2, Nederländerna

Riksväg 2

Riksväg 2 (Rijksweg 2) i Nederländerna börjar i Amsterdam och går via Utrecht, 's-Hertogenbosch, Eindhoven och Maastricht till gränsen mot Belgien. Vägen är motorväg (numrerad A2) nästan hela sträckan. Undantaget en bit utanför Maastricht som är motortrafikled (numrerad N2).